# Asger Jorn
Asger Oluf Jørgensen med kunstnernavnet Asger Jorn (født 3. marts 1914 i Vejrum, Nordvest-Jylland, død 1. maj 1973 i Århus) var en dansk billedkunstner af international berømmelse og grafiker, keramiker, forfatter m.m. Asger Jorn var bror til kunstnerne Jørgen Nash og Vagn Ove Jorn.
Den største samling af Asger Jorns værker – inkl. hans hovedværk  Stalingrad – kan ses i Museum Jorn, Silkeborg (tidligere Silkeborg Kunstmuseum – Asger Jorns samlinger).
Jorn boede som ung i Silkeborg og havde også senere stærk tilknytning til byen. Han var seminarieuddannet i Silkeborg, hvor han startede sin kunstneriske karriere. Jørgensen tog i 1946 kunstnernavnet Jorn. Jorn opholdt sig meget i udlandet, bl.a. i Paris i Frankrig og Albissola Marina i Italien. I 1940'erne nåede han det helt personlige billedsprog, der blev karakteristisk for ham. Jorn skænkede talrige af sine egne og kunstnerkammeraters værker til Silkeborg Kunstmuseum, en billedgave, der kom til at danne grundstammen i Silkeborg Kunstmuseums samling.
Han var medlem af kunstnergrupperne Helhesten, COBRA som han var medstifter af i 1948 og af Situationistisk Internationale.
Asger Jorn udførte sammen med franskmanden Pierre Wemaëre en række billedtæpper, hvoraf det mest markante er det 2x14 m store tæppe, Den lange rejse skabt til Århus Statsgymnasium og senere ophængt på Silkeborg Kunstmuseum. På Århus Statsgymnasium findes et 3x30 m stort reliefarbejde af Jorn foruden en senere version af Den lange rejse.
På Silkeborg Bibliotek hænger tre af Jorns store billeder.
Asger Jorns hovedværk, Stalingrad, stedet som ikke er eller modets gale latter (1956-1972), findes på Silkeborg Kunstmuseum.
Jorn udgav flere bøger om emner som æstetik, filosofi, politik og historie.
Silkeborg Kunstmuseum ændrede navn til Museum Jorn, Silkeborg, i 2010.

## Biografi[2]

### 1914-1932
Asger Oluf Jørgensen (senere Jorn) blev født den 3. marts 1914 i Vejrum i Vestjylland. Hans forældre var lærere. Jorns far, Lars Peter, døde efter pludselig sygdom i 1926, og moderen, Maren Jørgensen, måtte opfostre deres seks børn på en beskeden pension. I 1929 flyttede familien til Silkeborg, hvor Jorn påbegyndte en femårig seminarieuddannelse. Nær Silkeborg boede syndikalisten Christian Christensen. Bekendtskabet med ham skærpede Jorns politiske holdning. I perioder var Jorn medlem af Danmarks Kommunistiske Parti, men han bevarede en yderst selvstændig politisk holdning livet igennem.

### 1932-1945
Jorns første møde med moderne maleri var en vandreudstilling af danske malere i Silkeborg i 1932. Jorn fik kontakt med maleren Martin Kaalund-Jørgensen, som tilskyndede ham til at tegne og male. På Kaalund-Jørgensens foranledning blev han inviteret til at deltage med tre malerier hos gruppen Frie Jyske Malere i Silkeborg i 1933.
Efter seminariet var Jorn klar over, at han ønskede at leve og arbejde som kunstner, og han tog til Paris i 1936. Her blev han elev hos Fernand Léger. Impulserne fra Léger og det kunstneriske miljø i Paris blev bestemmende for Jorns senere udvikling. I de følgende år vendte han tilbage til Paris på kortere ophold, men han tilbragte vinterhalvåret ved Kunstakademiet i København.
Jorn havde separatudstilling i København sammen med den franske kunstner Pierre Wemaëre, som han havde mødt hos Léger. I Paris svingede Jorn mellem Léger-skolens strenge stil – med studier efter naturen og fastlagte kompositioner – og den retning inden for surrealismen, som Joan Miró, Max Ernst og Jean Arp repræsenterede. Museet for oversøisk, primitiv kunst var også kilde til inspiration. Kort før krigen blev han gennem Léger opmærksom på Franz Kafka, og han oversatte som den første Kafka til dansk.
Sammen med Egill Jacobsen, Ejler Bille, Carl-Henning Pedersen og arkæologen P.V. Glob m.fl. planlagde Jorn i 1940 at udgive et tidsskrift. Det fik navnet Helhesten, dyret som varsler død. Helhesten afspejlede, hvad der foregik inden for ny musik, poesi og kunst. Jorns værker fra disse år spænder fra enkeltfigurer til righoldige landskaber befolket af dyrelignende skikkelser, med brug af en farveskala, som stod i gæld til den tidlige danske ekspressionisme. Han stræbte efter at forene inspirationen fra den moderne europæiske kunst med en dansk tradition. Jorn gjorde brug af alle traditionelle teknikker og udtrykte sig både i maleri, tegning, grafik og keramiske skulpturer.
Allerede før befrielsen havde Jorn fået den opfattelse, at kunstudviklingen i Danmark var betydningsfuld til trods for den tyske besættelse og den påtvungne isolation fra omverdenen.

### 1946-1952
I efteråret 1946 kunne han, nu under navnet Jorn, der var mere anvendeligt i udlandet, vende tilbage til Paris, hvor han lærte mange kunstnere at kende. Året efter forberedte han sin første separatudstilling i Paris.
Sommeren 1948 tog Jorn ophold på den lille ø Hjarnø i Horsens Fjord. Sammen med bl.a. Bille og R. Dahlmann Olsen, der havde været redaktør på Helhesten, affattede han en programerklæring om samarbejde med andre kunstnere i Europa. Erklæringen blev underskrevet af Egill Jacobsen, Ejler Bille, Asger Jorn, R. Dahlmann Olsen, Erik Thommesen, Carl-Henning Pedersen og Else Alfelt. Om efteråret vendte Jorn tilbage til Paris, hvor han deltog i en kunstnerkonference. Han kunne ikke acceptere franskmændenes holdning og sluttede sig sammen med den belgiske digter Christian Dotremont. Sammen vandt de bl.a. hollænderne Karel Appel, Constant Nieuwenhuis og Corneille for et samarbejde. Dette initiativ fik navnet COBRA: COpenhague, BRuxelles og Amsterdam. Sammenslutningen kom til at vare i tre år, men fik betydning i mange år frem.
Sammen med Constant planlagde Jorn en konference, hvorunder de deltagende kunstnere kunne arbejde og diskutere. Den blev realiseret i efteråret 1949, men uden den hollandske gruppe, som holdt sig væk i protest, fordi Constants kone Matie og Jorn havde fundet sammen.
I begyndelsen af 1950 malede Jorn en serie krigsvisioner, præget af angsten for atomkrig, udtrykt i form af bidende og snerrende dyr. I maleriet Ørnens ret søgte han at symbolisere krigens og dødens hærgende, evigt tilbagevendende genfærd.
I en lejlighed i Det danske kunstnerhus i udkanten af Paris opholdt Jorn, hans nye kone, hendes to døtre og deres nyfødte barn sig gennem flere måneder i fattigdom, og, som han senere skrev, med en følelse af at blive kvalt af luftmangel. I april 1951 brød han fysisk sammen med alvorlig tuberkulose og underernæring. Med hjælp fra sine venner vendte han tilbage til Silkeborg og det store tuberkulosesanatorium. De første af de næsten atten måneder på Silkeborg Sanatorium var kritiske, men efter nogle måneders forløb fik han lov til at male igen.

### 1953-1963
Silkeborg Museum havde en fremsynet bestyrelse, der betalte pottemager Knud Jensen i Sorring 2000 kr. for at arbejde for Jorn i nogle uger, mod til gengæld at kunne vælge 30 af de bedste keramiske værker til museet. De skulle blive grundstammen i en moderne kunstsamling, skabt af Jorn i Silkeborg (ca. 5.500 værker). I september 1953 forlod han Danmark med sin hustru og deres fire børn. Han tog til Schweiz på et længere rekreationsophold.
I 1953 udførte Asger Jorn 21 lystegninger efter opfordring af fotograf Poul Pedersen. Tegningerne blev udført i et mørkt atelier med en lommelygte som pen foran Poul Pedersens kamera med åben lukker.
Jorn forlod Schweiz og slog sig ned i Albissola nær Genova. Albissola er en by med gamle keramiske traditioner. I begyndelsen boede Jorn med sin familie i et telt på stranden, senere lånte kunstneren Lucio Fontana dem sit sommeratelier. I en af byens keramiske fabrikker arbejdede Jorn med mange kunstnere fra forskellige lande.
I begyndelsen af 1955 tog Jorn til Paris, hvor kan købte et 50 m2 stort loft, som kunne indrettes til beboelse for ham selv og hele hans familie. Købet blev finansieret ved en udstilling på Galerie Birch i København. Fremover tilbragte Jorn sommermånederne i Albissola, hvor han senere købte hus, og vintrene i Paris.
I 1956 begyndte han på sit største maleri nogensinde:  Stalingrad, stedet som ikke er eller modets gale latter. Han arbejdede på det helt frem til december 1972.
I juni 1957 udstillede han på Galerie Rive Gauche i Paris og året efter på et nyåbnet tysk Galleri van de Loo i München, et sted, der fik stor betydning for ham.
I sommeren 1959 arbejdede han i Albissola på et 3 m højt og 30 m langt relief i keramik til Århus Statsgymnasium, bestilt af Statens Kunstfond. Samtidig begyndtes udførelsen af et 14 m langt vægtæppe Den lange rejse i Paris under ledelse af Pierre Wemaëre og ham selv – til gymnasiet. Tæppet blev vævet af en række vævere, blandt andet tekstilkunstner Inge Bjørn. I 1959 fandt den første store udstilling sted på Silkeborg Museum af en række gaver fra Jorn, udført af internationale kunstnere.
I Paris udstillede han i maj 1958 en række landskabsmalerier, som han havde fundet på loppemarkeder og overmalet. De fik fællestitlen Modifikationer. De overmalede billeder præsenterede Jorn son eksempler på den situationistiske détournement-praksis, hvor man tog allerede eksisterende billeder og gav dem en ny betydning.
Jorn tog en gammel plan op om en storstilet præsentation af oldnordisk kunst i bogform. Resultatet blev et arkiv indeholdende over 25.000 foto-optagelser udført af den franske fotograf Gerard Franceschi. Det var Jorns tanke, at arkivet skulle udvikle sig til et center for studier i oldnordisk kunst: Skandinavisk Institut for Sammenlignende Vandalisme (SISV). I 1961-62 overmalede Jorn på ny en serie billeder fra loppemarkedet, denne gang portrætter. De blev vist i Paris.

### 1964-1973
I 1964 deltog han i en række internationale kunstudstillinger, og hans første retrospektive udstilling fandt sted i Basel, Amsterdam og på Louisiana. Jorn afslog at modtage Guggenheimprisen. I 1965 måtte han opgive SISV-projektet, men udgav senere flere bøger om udvalgte emner. Den engelske universitetslektor og kunstsamler Guy Atkins, som Jorn havde mødt i London i 1956, begyndte at samle materiale til en komplet fortegnelse over Jorns malerier.
Hen over nytår 1966-67 udførte Jorn en række store litografier i Schweiz.
Jorn deltog i en kulturkonference i Havana i Cuba, og i den forbindelse blev billedet Stalingrad udstillet. I stedet for at deltage i diskussionerne malede Jorn på væggene i en nationaliseret bank. Ungdomsoprøret i Paris iagttog han med interesse, men på afstand. Han udstillede regelmæssigt på gallerier i München, København, London, New York og Milano. I 1970 viste han i et galleri i Paris atten malerier, som markerede et højdepunkt i hans livsværk. De sene værker udtrykker et nyt register af følelser. De blev til i Colombes i udkanten af Paris, hvor Jorn havde købt et lille hus og, for første gang i sit liv, indrettet et rigtigt atelier. Han levede sammen med Nanna Enzensberger. I 1971 fødte hun deres søn.
I sommeren 1972 arbejdede Jorn i Albissola på en række lerskulpturer, der blev støbt i bronze. Han rejste til Danmark, hvor han forberedte et tobindsværk om Theoderik, Goternes konge, og Didrik, dennes modstykke i de nordiske sagaer.
I januar 1973 blev han indlagt på Århus Kommunehospital. I begyndelsen af april efter at have indgået ægteskab med Nanna Enzensberger tog han til Albissola, hvor han bekræftede, at han ville overdrage sit hus til byen. Samtidig sørgede han for, at hans ven Umberto Gambetta og dennes hustru kunne bebo huset, så længe de levede. Jorn døde i Århus 1. maj 1973. Han er begravet på Grötlingbo kirkegård på Gotland.